# Тур WTA 1977
Тур WTA 1977 тривав з жовтня 1976 до листопада 1977 року та містив 49 турнірів.
Тур був поділений на дві спонсоровані серії: Virginia Slims Circuit (11-тижневий тур Сполученими Штатами) і Colgate Series, охоплював чотири турніри Великого шолома. Було створено рейтингову систему, яка використовувалась при визначенні допуску тенісисток до турнірів.

## Графік
Нижче наведено повний розклад  турнірів сезону, включаючи перелік тенісистів, які дійшли на турнірах щонайменше до чвертьфіналу.
Позначення
| Турніри Великого шолома                           |
| Чемпіонат WTA (Avon/Colgate Series championships) |
| Avon Championships                                |
| Colgate Series                                    |
| Турніри поза серіями                              |
| Командні змагання                                 |

### Листопад (1976)
| Тиждень      | Турнір | Чемпіонки                                | Фіналістки                    | Півфіналістки                             | Чвертьфіналістки                                           |
| ------------ | --- | ---------------------------------------- | ----------------------------- | ----------------------------------------- | ---------------------------------------------------------- |
| 17 жовтня    | Colgate Inaugural Палм-Спрінгз, США Colgate International Series $175,000 – Тверде Одиночний розряд – Парний розряд          | Кріс Еверт 6–1, 6–2                      | Франсуаз Дюрр                 | Вірджинія Вейд (3rd) Террі Голледей (4th) |                                                            |
| 17 жовтня    | Colgate Inaugural Палм-Спрінгз, США Colgate International Series $175,000 – Тверде Одиночний розряд – Парний розряд          | Кріс Еверт Мартіна Навратілова 6–2, 6–4  | Біллі Джин Кінг Бетті Стеве   | Вірджинія Вейд (3rd) Террі Голледей (4th) |                                                            |
| 1 листопада  | Dewar Cup Лондон, Велика Британія Colgate International Series $35,000 – Тверде Одиночний розряд – Парний розряд             | Вірджинія Вейд 6–2, 6–2                  | Кріс Еверт                    | Розмарі Касалс Сью Баркер                 |                                                            |
| 1 листопада  | Dewar Cup Лондон, Велика Британія Colgate International Series $35,000 – Тверде Одиночний розряд – Парний розряд             | Бетті Стеве Вірджинія Вейд 6–3, 2–6, 6–3 | Розмарі Касалс Кріс Еверт     | Розмарі Касалс Сью Баркер                 |                                                            |
| 22 листопада | South African Open (tennis) Йоганнесбург, ПАР Colgate International Series $35,000 – Тверде Одиночний розряд – Парний розряд | Брігітт Куйперс 6–7, 6–4, 6–1            | Лора Дюпонт                   | Аннетт ван Зіль Гайді Айстерленер         |                                                            |
| 22 листопада | South African Open (tennis) Йоганнесбург, ПАР Colgate International Series $35,000 – Тверде Одиночний розряд – Парний розряд | Лора Дюпонт Валері Зігенфусс 6–1, 6–4    | Івонн Вермак Елізабет Влотман | Аннетт ван Зіль Гайді Айстерленер         |                                                            |
| 29 листопада | Colgate NSW Tournament Сідней, Австралія Colgate International Series $100,000 – Трава Одиночний розряд – Парний розряд      | Мартіна Навратілова 7–5, 6–2             | Бетті Стеве                   | Керрі Мелвілл Діанне Фромгольтц           | Івонн Гулагонг-Коулі Маріс Крюгер Сью Баркер Маргарет Корт |
| 29 листопада | Colgate NSW Tournament Сідней, Австралія Colgate International Series $100,000 – Трава Одиночний розряд – Парний розряд      | Мартіна Навратілова Бетті Стеве 6–3, 7–5 | Франсуаз Дюрр Енн Кійомура    | Керрі Мелвілл Діанне Фромгольтц           | Івонн Гулагонг-Коулі Маріс Крюгер Сью Баркер Маргарет Корт |

### Грудень (1976)
| Тиждень   | Турнір | Чемпіонки                            | Фіналістки                        | Півфіналістки                  | Чвертьфіналістки |
| --------- | --- | ------------------------------------ | --------------------------------- | ------------------------------ | ---------------- |
| 6 грудня  | Toyota Women's Classic Мельбурн, Австралія Colgate International Series $75,000 – Трава Одиночний розряд – Парний розряд | Маргарет Корт 6–2, 6–2               | Сью Баркер                        | Бетті Стеве Діанне Фромгольтц  |                  |
| 6 грудня  | Toyota Women's Classic Мельбурн, Австралія Colgate International Series $75,000 – Трава Одиночний розряд – Парний розряд | Маргарет Корт Бетті Стеве 6–2, 6–4   | Лінкі Бошофф Ілана Клосс          | Бетті Стеве Діанне Фромгольтц  |                  |
| 26 грудня | Marlboro NSW Open Сідней, Австралія Colgate Series $35,000 – Трава Одиночний розряд – Парний розряд                      | Керрі Мелвілл 3–6, 6–2, 6–3          | Діанне Фромгольтц                 | Карен Крантцке Рената Томанова |                  |
| 26 грудня | Marlboro NSW Open Сідней, Австралія Colgate Series $35,000 – Трава Одиночний розряд – Парний розряд                      | Гелен Гурлей Бетсі Нагелсен 6–4, 6–1 | Діанне Фромгольтц Рената Томанова | Карен Крантцке Рената Томанова |                  |

### Січень
| Тиждень  | Турнір | Чемпіонки                                     | Фіналістки                        | Півфіналістки                   | Чвертьфіналістки                                             |
| -------- | --- | --------------------------------------------- | --------------------------------- | ------------------------------- | ------------------------------------------------------------ |
| 3 січня  | Відкритий чемпіонат Австралії з тенісу 1977 (січень) Мельбурн, Австралія Grand Slam Трава – 32S/16D Одиночний розряд – Парний розряд  | Керрі Мелвілл 7–5, 6–2                        | Діанне Фромгольтц                 | Карен Крантцке Гелен Гурлей     | Джан Вілтон Сато Наоко Мері Соєр Катя Еббінгаус              |
| 3 січня  | Відкритий чемпіонат Австралії з тенісу 1977 (січень) Мельбурн, Австралія Grand Slam Трава – 32S/16D Одиночний розряд – Парний розряд  | Діанне Фромгольтц Гелен Гурлей 5–7, 6–1, 7–5  | Бетсі Нагелсен Керрі Мелвілл      | Карен Крантцке Гелен Гурлей     | Джан Вілтон Сато Наоко Мері Соєр Катя Еббінгаус              |
| 3 січня  | Virginia Slims of Washington Washington, D.C., США Virginia Slims $100,000 – Килим (i) – 32S/16D Одиночний розряд – Парний розряд     | Мартіна Навратілова 6–2, 6–3                  | Кріс Еверт                        | Венді Тернбулл Вірджинія Вейд   | Сью Баркер Бет Нортон Франсуаз Дюрр Джанет Ньюберрі          |
| 3 січня  | Virginia Slims of Washington Washington, D.C., США Virginia Slims $100,000 – Килим (i) – 32S/16D Одиночний розряд – Парний розряд     | Мартіна Навратілова Бетті Стеве 7–5, 6–2      | Крістін Шоу Валері Зігенфусс      | Венді Тернбулл Вірджинія Вейд   | Сью Баркер Бет Нортон Франсуаз Дюрр Джанет Ньюберрі          |
| 10 січня | Virginia Slims of Hollywood Hollywood, California, США Virginia Slims $100,000 – Килим (i) – 34S/16D Одиночний розряд – Парний розряд | Кріс Еверт 6–3, 6–4                           | Маргарет Корт                     | Сью Баркер Вірджинія Вейд       | Бетті Стеве Мартіна Навратілова Джоанн Расселл Міма Яушовець |
| 10 січня | Virginia Slims of Hollywood Hollywood, California, США Virginia Slims $100,000 – Килим (i) – 34S/16D Одиночний розряд – Парний розряд | Мартіна Навратілова Бетті Стеве 6–4, 3–6, 6–4 | Розмарі Касалс Кріс Еверт         | Сью Баркер Вірджинія Вейд       | Бетті Стеве Мартіна Навратілова Джоанн Расселл Міма Яушовець |
| 17 січня | Virginia Slims of Houston Х'юстон, США Virginia Slims $100,000 – Килим (i) – 32S/13D Одиночний розряд – Парний розряд                 | Мартіна Навратілова 7–6(5–3), 7–5             | Сью Баркер                        | Міма Яушовець Діанне Фромгольтц | Венді Тернбулл Крістін Шоу Грір Стівенс Керрі Меєр           |
| 17 січня | Virginia Slims of Houston Х'юстон, США Virginia Slims $100,000 – Килим (i) – 32S/13D Одиночний розряд – Парний розряд                 | Мартіна Навратілова Бетті Стеве 4–6, 6–2, 6–1 | Сью Баркер Енн Кійомура           | Міма Яушовець Діанне Фромгольтц | Венді Тернбулл Крістін Шоу Грір Стівенс Керрі Меєр           |
| 24 січня | Virginia Slims of Minneapolis Міннеаполіс, США Virginia Slims $100,000 – Килим (i) – 33S/14D Одиночний розряд – Парний розряд         | Мартіна Навратілова 6–0, 6–1                  | Сью Баркер                        | Розмарі Касалс Ольга Морозова   | Вірджинія Вейд Маргарет Корт Міма Яушовець Наталія Чмирьова  |
| 24 січня | Virginia Slims of Minneapolis Міннеаполіс, США Virginia Slims $100,000 – Килим (i) – 33S/14D Одиночний розряд – Парний розряд         | Розмарі Касалс Мартіна Навратілова 6–2, 6–1   | Міма Яушовець Вірджинія Рузіч     | Розмарі Касалс Ольга Морозова   | Вірджинія Вейд Маргарет Корт Міма Яушовець Наталія Чмирьова  |
| 31 січня | Virginia Slims of Seattle Сіетл, США Virginia Slims $100,000 – Килим (i) – 33S/16D Одиночний розряд – Парний розряд                   | Кріс Еверт 6–2, 6–4                           | Мартіна Навратілова               | Ольга Морозова Розмарі Касалс   | Крістін Шоу Діанне Фромгольтц Наталія Чмирьова Шерон Волш    |
| 31 січня | Virginia Slims of Seattle Сіетл, США Virginia Slims $100,000 – Килим (i) – 33S/16D Одиночний розряд – Парний розряд                   | Розмарі Касалс Кріс Еверт 6–4, 3–6, 6–3       | Франсуаз Дюрр Мартіна Навратілова | Ольга Морозова Розмарі Касалс   | Крістін Шоу Діанне Фромгольтц Наталія Чмирьова Шерон Волш    |

### Лютий
| Тиждень   | Турнір | Чемпіонки                                | Фіналістки                      | Півфіналістки                | Чвертьфіналістки                                           |
| --------- | --- | ---------------------------------------- | ------------------------------- | ---------------------------- | ---------------------------------------------------------- |
| 7 лютого  | Virginia Slims of Chicago Чикаго, США Virginia Slims $100,000 – Килим (i) – 33S/16D Одиночний розряд – Парний розряд              | Кріс Еверт 6–1, 6–3                      | Маргарет Корт                   | Бетті Стеве Наталія Чмирьова | Крістін Шоу Брігітт Куйперс Джулі Ентоні Розмарі Касалс    |
| 7 лютого  | Virginia Slims of Chicago Чикаго, США Virginia Slims $100,000 – Килим (i) – 33S/16D Одиночний розряд – Парний розряд              | Розмарі Касалс Кріс Еверт 6–3, 6–4       | Маргарет Корт Бетті Стеве       | Бетті Стеве Наталія Чмирьова | Крістін Шоу Брігітт Куйперс Джулі Ентоні Розмарі Касалс    |
| 14 лютого | Virginia Slims of Los Angeles Лос-Анджелес, США Virginia Slims $100,000 – Килим (i) – 34S/15D Одиночний розряд – Парний розряд    | Кріс Еверт 6–2, 2–6, 6–2                 | Мартіна Навратілова             | Розмарі Касалс Маргарет Корт | Керрі Мелвілл Вірджинія Вейд Террі Голледей Джоанн Расселл |
| 14 лютого | Virginia Slims of Los Angeles Лос-Анджелес, США Virginia Slims $100,000 – Килим (i) – 34S/15D Одиночний розряд – Парний розряд    | Розмарі Касалс Кріс Еверт 6–2, 6–4       | Мартіна Навратілова Бетті Стеве | Розмарі Касалс Маргарет Корт | Керрі Мелвілл Вірджинія Вейд Террі Голледей Джоанн Расселл |
| 21 лютого | Virginia Slims of Detroit Детройт, США Virginia Slims $100,000 – Килим (i) – 32S Одиночний розряд – Парний розряд                 | Мартіна Навратілова 6–4, 6–4             | Сью Баркер                      | Вірджинія Вейд Франсуаз Дюрр | Івонн Вермак Вірджинія Рузіч Маргарет Корт Шерон Волш      |
| 21 лютого | Virginia Slims of Detroit Детройт, США Virginia Slims $100,000 – Килим (i) – 32S Одиночний розряд – Парний розряд                 | Мартіна Навратілова Бетті Стеве 6–3, 6–4 | Джанет Ньюберрі Джоанн Расселл  | Вірджинія Вейд Франсуаз Дюрр | Івонн Вермак Вірджинія Рузіч Маргарет Корт Шерон Волш      |
| 28 лютого | Virginia Slims of San Francisco San Francisco, США Virginia Slims $100,000 – Килим (i) – 34S/16D Одиночний розряд – Парний розряд | Сью Баркер 6–3, 6–4                      | Вірджинія Вейд                  | Кріс Еверт Розмарі Касалс    | Бетті Стеве Міма Яушовець Керрі Мелвілл Франсуаз Дюрр      |
| 28 лютого | Virginia Slims of San Francisco San Francisco, США Virginia Slims $100,000 – Килим (i) – 34S/16D Одиночний розряд – Парний розряд | Керрі Мелвілл Грір Стівенс 6–3, 6–1      | Сью Баркер Енн Кійомура         | Кріс Еверт Розмарі Касалс    | Бетті Стеве Міма Яушовець Керрі Мелвілл Франсуаз Дюрр      |

### Березень
| Тиждень    | Турнір | Чемпіонки                                  | Фіналістки                      | Півфіналістки                                | Чвертьфіналістки                                                         |
| ---------- | --- | ------------------------------------------ | ------------------------------- | -------------------------------------------- | ------------------------------------------------------------------------ |
| 7 березня  | Virginia Slims of Dallas Даллас, США Virginia Slims $100,000 – Килим (i) – 34S/17D Одиночний розряд – Парний розряд                     | Сью Баркер 6–1, 7–6(5–4)                   | Террі Голледей                  | Грір Стівенс Вірджинія Вейд                  | Кетлін Гартер Рената Томанова Крістін Шоу Бетті Стеве                    |
| 7 березня  | Virginia Slims of Dallas Даллас, США Virginia Slims $100,000 – Килим (i) – 34S/17D Одиночний розряд – Парний розряд                     | Мартіна Навратілова Бетті Стеве 6–2, 6–4   | Керрі Мелвілл Грір Стівенс      | Грір Стівенс Вірджинія Вейд                  | Кетлін Гартер Рената Томанова Крістін Шоу Бетті Стеве                    |
| 14 березня | Virginia Slims of Philadelphia Філадельфія, США Virginia Slims $100,000 – Килим (i) – 32S/15D Одиночний розряд – Парний розряд          | Кріс Еверт 6–4, 4–6, 6–3                   | Мартіна Навратілова             | Сью Баркер Розмарі Касалс                    | Діанне Фромгольтц Керрі Мелвілл Вірджинія Вейд Бетті Стеве               |
| 14 березня | Virginia Slims of Philadelphia Філадельфія, США Virginia Slims $100,000 – Килим (i) – 32S/15D Одиночний розряд – Парний розряд          | Франсуаз Дюрр Вірджинія Вейд 6–4, 4–6, 6–4 | Мартіна Навратілова Бетті Стеве | Сью Баркер Розмарі Касалс                    | Діанне Фромгольтц Керрі Мелвілл Вірджинія Вейд Бетті Стеве               |
| 24 березня | Virginia Slims Championships Los Angeles, США Рік-end championships $150,000 – Килим (i) – 16S (8RR) Одиночний розряд – Парний розряд   | Кріс Еверт 2–6, 6–1, 6–1                   | Сью Баркер                      | 3rd: Мартіна Навратілова 4th: Розмарі Касалс | 5th: Вірджинія Вейд 6th: Бетті Стеве 7th: Міма Яушовець 8th: Крістін Шоу |
| 24 березня | Virginia Slims Championships Los Angeles, США Рік-end championships $150,000 – Килим (i) – 16S (8RR) Одиночний розряд – Парний розряд   | Мартіна Навратілова Бетті Стеве 7–5, 6–3   | Франсуаз Дюрр Вірджинія Вейд    | 3rd: Мартіна Навратілова 4th: Розмарі Касалс | 5th: Вірджинія Вейд 6th: Бетті Стеве 7th: Міма Яушовець 8th: Крістін Шоу |
| 24 березня | Lionel Cup Сан-Антоніо, США Турнір поза серіями $20,000 Тверде Одиночний розряд – Парний розряд                                         | Біллі Джин Кінг 3–6, 6–3, 6–3              | Mary Hamm                       |                                              |                                                                          |
| 24 березня | Lionel Cup Сан-Антоніо, США Турнір поза серіями $20,000 Тверде Одиночний розряд – Парний розряд                                         | Карен Крантцке Кім Рудделл 6–3, 6–0        | Connor Джейн Преєр              |                                              |                                                                          |
| 28 березня | Family Circle Cup Гілтон-Гед-Айленд (Південна Кароліна), США Colgate Series $110,000 – Ґрунт – 30S/16D Одиночний розряд – Парний розряд | Кріс Еверт 6–1, 6–0                        | Біллі Джин Кінг                 | Міма Яушовець Керрі Мелвілл                  | Кеті Мей Розмарі Касалс Трейсі Остін Рената Томанова                     |
| 28 березня | Family Circle Cup Гілтон-Гед-Айленд (Південна Кароліна), США Colgate Series $110,000 – Ґрунт – 30S/16D Одиночний розряд – Парний розряд | Розмарі Касалс Кріс Еверт 6–4, 6–2         | Франсуаз Дюрр Вірджинія Вейд    | Міма Яушовець Керрі Мелвілл                  | Кеті Мей Розмарі Касалс Трейсі Остін Рената Томанова                     |

### Квітень
| Тиждень   | Турнір | Чемпіонки                                      | Фіналістки                   | Півфіналістки                                                    | Чвертьфіналістки |
| --------- | --- | ---------------------------------------------- | ---------------------------- | ---------------------------------------------------------------- | --- |
| 4 квітня  | Bridgestone Doubles Championships Tokyo, Японія $100,000 - Килим (i) - 8D Парний розряд                   | Мартіна Навратілова Бетті Стеве 7–5, 6–3       | Франсуаз Дюрр Вірджинія Вейд | Розмарі Касалс / Біллі Джин Кінг Міма Яушовець / Вірджинія Рузіч | Джанет Ньюберрі / Джоанн Расселл Крістін Кеммер / Валері Зігенфусс Сью Баркер / Енн Кійомура Террі Голледей / Кеті Мей |
| 12 квітня | L'Eggs World Series Austin, Texas, США Non-Tour Турнір – Тверде – 32S/8D Одиночний розряд – Парний розряд | Кріс Еверт 6–3, 7–6(5–2)                       | Мартіна Навратілова          | Сью Баркер Вірджинія Вейд                                        | |
| 12 квітня | Monte Carlo Open Монте-Карло, Монако Турнір поза серіями $20,000 Тверде Одиночний розряд – Парний розряд  | Гельга Ніссен Мастгофф 6–4, 6–2                | Фйорелла Бонічеллі           |                                                                  | |
| 12 квітня | Monte Carlo Open Монте-Карло, Монако Турнір поза серіями $20,000 Тверде Одиночний розряд – Парний розряд  | Катя Еббінгаус Гельга Ніссен Мастгофф 6–3, 7–6 | Rosie Darmon Гейл Шанфро     |                                                                  | |

### Травень
| Тиждень             | Турнір | Чемпіонки                                    | Фіналістки                         | Півфіналістки                    | Чвертьфіналістки                                      |
| ------------------- | --- | -------------------------------------------- | ---------------------------------- | -------------------------------- | ----------------------------------------------------- |
| 9 травня            | German Open Гамбург, West Німеччина Colgate Series $35,000 – Ґрунт Одиночний розряд – Парний розряд                                   | Лора Дюпонт 6–1, 6–4                         | Гайді Айстерленер                  | Катя Еббінгаус Регіна Маршикова  |                                                       |
| 9 травня            | German Open Гамбург, West Німеччина Colgate Series $35,000 – Ґрунт Одиночний розряд – Парний розряд                                   | Лінкі Бошофф Ілана Клосс 2–6, 6–4, 7–5       | Регіна Маршикова Рената Томанова   | Катя Еббінгаус Регіна Маршикова  |                                                       |
| 16 травня           | Internazionali d'Italia Rome, Італія Colgate Series $35,000 – Ґрунт Одиночний розряд – Парний розряд                                  | Джанет Ньюберрі 6–3, 7–6(7–5)                | Рената Томанова                    | Маріе Пінтерова Лора Дюпонт      | Міма Яушовець Іріс Рідель Пем Тігуарден Мері Стратерс |
| 16 травня           | Internazionali d'Italia Rome, Італія Colgate Series $35,000 – Ґрунт Одиночний розряд – Парний розряд                                  | Лінкі Бошофф Ілана Клосс 6–1, 6–2            | Вірджинія Рузіч Маріана Сіміонеску | Маріе Пінтерова Лора Дюпонт      | Міма Яушовець Іріс Рідель Пем Тігуарден Мері Стратерс |
| 23 травня 30 травня | Відкритий чемпіонат Франції з тенісу Париж, Франція Grand Slam Ґрунт (Red) – 64S/64Q/22D/24X Одиночний розряд – Парний розряд – Мікст | Міма Яушовець 6–2, 6–7(5–7), 6–1             | Флоренца Міхай                     | Регіна Маршикова Джанет Ньюберрі | Пем Тігуарден Рената Томанова Лінкі Бошофф Кеті Мей   |
| 23 травня 30 травня | Відкритий чемпіонат Франції з тенісу Париж, Франція Grand Slam Ґрунт (Red) – 64S/64Q/22D/24X Одиночний розряд – Парний розряд – Мікст | Регіна Маршикова Пем Тігуарден 5–7, 6–4, 6–2 | Рейні Фокс Гелен Гурлей            | Регіна Маршикова Джанет Ньюберрі | Пем Тігуарден Рената Томанова Лінкі Бошофф Кеті Мей   |
| 23 травня 30 травня | Відкритий чемпіонат Франції з тенісу Париж, Франція Grand Slam Ґрунт (Red) – 64S/64Q/22D/24X Одиночний розряд – Парний розряд – Мікст | Мері Карілло Джон Макінрой 7–6, 6–3          | Florenţa Mihai Іван Моліна         | Регіна Маршикова Джанет Ньюберрі | Пем Тігуарден Рената Томанова Лінкі Бошофф Кеті Мей   |
| 30 травня           | Rose's Lime Juice International Чичестер, Велика Британія Турнір поза серіями Трава Одиночний розряд – Парний розряд                  | Маріс Крюгер 6–2, 6–2                        | Банні Бранінг                      |                                  |                                                       |
| 30 травня           | Rose's Lime Juice International Чичестер, Велика Британія Турнір поза серіями Трава Одиночний розряд – Парний розряд                  | Маріс Крюгер Елізабет Влотман 6–2, 6–1       | Маргарет Моулсворт Сато Наоко      |                                  |                                                       |

### Червень
| Тиждень             | Турнір | Чемпіонки                                 | Фіналістки                      | Півфіналістки                                     | Чвертьфіналістки                                                             |
| ------------------- | --- | ----------------------------------------- | ------------------------------- | ------------------------------------------------- | ---------------------------------------------------------------------------- |
| 6 червня            | Robertson's Cup Beckenham, Велика Британія Турнір поза серіями Трава Одиночний розряд – Парний розряд                | Ольга Морозова 7–5, 2–6, 6–3              | Маріс Крюгер                    |                                                   |                                                                              |
| 6 червня            | Robertson's Cup Beckenham, Велика Британія Турнір поза серіями Трава Одиночний розряд – Парний розряд                | Брігітт Куйперс Аннетт ван Зіль 9–7, 6–4  | Наталія Чмирьова Ольга Морозова |                                                   |                                                                              |
| 6 червня            | McIntosh Scottish Championships Единбург, Велика Британія Турнір поза серіями Трава Одиночний розряд – Парний розряд | Мартіна Навратілова 2–6, 9–8(7–4), 7–5    | Крістін Шоу                     |                                                   |                                                                              |
| 6 червня            | McIntosh Scottish Championships Единбург, Велика Британія Турнір поза серіями Трава Одиночний розряд – Парний розряд | Джулі Ентоні Бетсі Нагелсен 6–1, 3–6, 6–1 | Керрі Меєр Рената Томанова      |                                                   |                                                                              |
| 13 червня           | Кубок Федерації Істборн, Велика Британія Кубок Федерації Трава – 32 команди                                          | Сполучені Штати Америки · 2–1             | Австралія                       | Південно-Африканська Республіка · Велика Британія | Франція · Нідерланди · Швеція · Федеративна Республіка Німеччина (1949—1990) |
| 20 червня 27 червня | Вімблдонський турнір London, Велика Британія Grand Slam Трава – 96S/48D/64X Одиночний розряд – Парний розряд – Мікст | Вірджинія Вейд 4–6, 6–3, 6–1              | Бетті Стеве                     | Кріс Еверт Сью Баркер                             | Біллі Джин Кінг Розмарі Касалс Керрі Мелвілл Мартіна Навратілова             |
| 20 червня 27 червня | Вімблдонський турнір London, Велика Британія Grand Slam Трава – 96S/48D/64X Одиночний розряд – Парний розряд – Мікст | Гелен Гурлей Джоанн Расселл 6–3, 6–3      | Мартіна Навратілова Бетті Стеве | Кріс Еверт Сью Баркер                             | Біллі Джин Кінг Розмарі Касалс Керрі Мелвілл Мартіна Навратілова             |
| 20 червня 27 червня | Вімблдонський турнір London, Велика Британія Grand Slam Трава – 96S/48D/64X Одиночний розряд – Парний розряд – Мікст | Грір Стівенс Боб Г'юїтт 3–6, 7–5, 6–4     | Бетті Стеве Фрю Макміллан       | Кріс Еверт Сью Баркер                             | Біллі Джин Кінг Розмарі Касалс Керрі Мелвілл Мартіна Навратілова             |

### Липень
| Тиждень  | Турнір                                                                                      | Чемпіонки                              | Фіналістки                   | Півфіналістки | Чвертьфіналістки |
| -------- | ------------------------------------------------------------------------------------------- | -------------------------------------- | ---------------------------- | ------------- | ---------------- |
| 4 липня  | Swiss Open Gstaad, Швейцарія Турнір поза серіями Ґрунт Одиночний розряд – Парний розряд     | Леслі Гант 4–6, 7–5, 6–1               | Гелен Гурлей                 |               |                  |
| 4 липня  | Swiss Open Gstaad, Швейцарія Турнір поза серіями Ґрунт Одиночний розряд – Парний розряд     | Гелен Гурлей Рейні Фокс 6–0, 6–4       | Мері Карілло Леслі Гант      |               |                  |
| 4 липня  | Swedish Open Бостад, Швеція Турнір поза серіями Ґрунт Одиночний розряд – Парний розряд      | Флоренца Міхай 6–4, 6–4                | Мері Стратерс                |               |                  |
| 4 липня  | Swedish Open Бостад, Швеція Турнір поза серіями Ґрунт Одиночний розряд – Парний розряд      | Синтія Дорнер Ракель Хіскафре 6–2, 7–5 | Гелена Анліот Флоренца Міхай |               |                  |
| 11 липня | Colgate Trophy Кіцбюель, Австрія Турнір поза серіями Ґрунт Одиночний розряд – Парний розряд | Рената Томанова 6–3, 7–5               | Катя Еббінгаус               |               |                  |
| 11 липня | Colgate Trophy Кіцбюель, Австрія Турнір поза серіями Ґрунт Одиночний розряд – Парний розряд | Гелен Гурлей Рейні Фокс 6–1, 6–4       | Леслі Чарлз Джекі Фейтер     |               |                  |

### Серпень
| Тиждень             | Турнір | Чемпіонки                                     | Фіналістки                          | Півфіналістки                   | Чвертьфіналістки                                          |
| ------------------- | --- | --------------------------------------------- | ----------------------------------- | ------------------------------- | --------------------------------------------------------- |
| 8 серпня            | US Clay Court Championships Індіанаполіс, США Colgate Series $35,000 – Ґрунт Одиночний розряд – Парний розряд                     | Лора Дюпонт 6–4, 6–3                          | Ненсі Річі                          | Синтія Дорнер Іріс Рідель-Кюн   |                                                           |
| 8 серпня            | US Clay Court Championships Індіанаполіс, США Colgate Series $35,000 – Ґрунт Одиночний розряд – Парний розряд                     | Лінкі Бошофф Ілана Клосс 5–7, 7–5, 6–3        | Мері Карілло Венді Овертон          | Синтія Дорнер Іріс Рідель-Кюн   |                                                           |
| 15 серпня           | Rothmans Canadian Open Торонто, Канада Colgate Series $35,000 – Ґрунт Одиночний розряд – Парний розряд                            | Регіна Маршикова 6–4, 4–6, 6–2                | Маріс Крюгер                        | Синтія Дорнер Джінн Еверт       |                                                           |
| 15 серпня           | Rothmans Canadian Open Торонто, Канада Colgate Series $35,000 – Ґрунт Одиночний розряд – Парний розряд                            | Лінкі Бошофф Ілана Клосс 6–2, 6–3             | Розмарі Касалс Івонн Гулагонг-Коулі | Синтія Дорнер Джінн Еверт       |                                                           |
| 22 серпня           | Charlotte Classic Шарлотт (Північна Кароліна), США Colgate Series $50,000 – Ґрунт Одиночний розряд – Парний розряд                | Мартіна Навратілова 3–6, 6–2, 6–2             | Міма Яушовець                       | Джоанн Расселл Регіна Маршикова | Трейсі Остін Брігітт Куйперс Катя Еббінгаус Кейт Летем    |
| 22 серпня           | Charlotte Classic Шарлотт (Північна Кароліна), США Colgate Series $50,000 – Ґрунт Одиночний розряд – Парний розряд                | Мартіна Навратілова Бетті Стеве 6–3, 6–4      | Регіна Маршикова Пем Тігуарден      | Джоанн Расселл Регіна Маршикова | Трейсі Остін Брігітт Куйперс Катя Еббінгаус Кейт Летем    |
| 29 серпня 5 вересня | Відкритий чемпіонат США з тенісу Нью-Йорк, США Grand Slam $250,000 - Ґрунт – 64S/32D/32X Одиночний розряд – Парний розряд – Мікст | Кріс Еверт 7–6(7–3), 6–2                      | Венді Тернбулл                      | Бетті Стеве Мартіна Навратілова | Біллі Джин Кінг Трейсі Остін Вірджинія Вейд Міма Яушовець |
| 29 серпня 5 вересня | Відкритий чемпіонат США з тенісу Нью-Йорк, США Grand Slam $250,000 - Ґрунт – 64S/32D/32X Одиночний розряд – Парний розряд – Мікст | Мартіна Навратілова Бетті Стеве 6–1, 7–6(7–4) | Renee Richards Бетті-Енн Стюарт     | Бетті Стеве Мартіна Навратілова | Біллі Джин Кінг Трейсі Остін Вірджинія Вейд Міма Яушовець |
| 29 серпня 5 вересня | Відкритий чемпіонат США з тенісу Нью-Йорк, США Grand Slam $250,000 - Ґрунт – 64S/32D/32X Одиночний розряд – Парний розряд – Мікст | Бетті Стеве Фрю Макміллан 6–2, 3–6, 6–3       | Біллі Джин Кінг Вітас Ґерулайтіс    | Бетті Стеве Мартіна Навратілова | Біллі Джин Кінг Трейсі Остін Вірджинія Вейд Міма Яушовець |

### Вересень
| Тиждень    | Турнір | Чемпіонки                                        | Фіналістки                       | Півфіналістки             | Чвертьфіналістки                                        |
| ---------- | --- | ------------------------------------------------ | -------------------------------- | ------------------------- | ------------------------------------------------------- |
| 12 вересня | Toray Sillook Open Токіо, Японія Colgate Series $100,000 – Тверде Одиночний розряд                               | Вірджинія Вейд 7–5, 5–7, 6–4                     | Мартіна Навратілова              | Венді Тернбулл Сью Баркер | Міма Яушовець Террі Голледей Джулі Ентоні Мішелл Тайлер |
| 19 вересня | World Invitational Tennis Classic Гілтон-Гед-Айленд (Південна Кароліна), США Турнір поза серіями Ґрунт Draw      | Вірджинія Вейд 6–3, 6–7, 6–3                     | Івонн Гулагонг-Коулі             |                           |                                                         |
| 19 вересня | World Invitational Tennis Classic Гілтон-Гед-Айленд (Південна Кароліна), США Турнір поза серіями Ґрунт Draw      | Івонн Гулагонг-Коулі Керрі Мелвілл 6–2, 3–6, 6–4 | Діанне Фромгольтц Вірджинія Вейд |                           |                                                         |
| 26 вересня | Florida Federal Open Палм-Гарбор (Флорида), США Colgate Series $35,000 – Тверде Одиночний розряд – Парний розряд | Вірджинія Рузіч 6–4, 4–6, 6–2                    | Лора Дюпонт                      | Маріс Крюгер Мона Геррант |                                                         |
| 26 вересня | Florida Federal Open Палм-Гарбор (Флорида), США Colgate Series $35,000 – Тверде Одиночний розряд – Парний розряд | Лінкі Бошофф Ілана Клосс 6–7, 6–2, 6–2           | Брігітт Куйперс Маріс Крюгер     | Маріс Крюгер Мона Геррант |                                                         |

### Жовтень
| Тиждень   | Турнір | Чемпіонки                                    | Фіналістки                      | Півфіналістки                            | Чвертьфіналістки                                                             |
| --------- | --- | -------------------------------------------- | ------------------------------- | ---------------------------------------- | ---------------------------------------------------------------------------- |
| 3 жовтня  | Toyota Classic Атланта, США Colgate Series $75,000 – Килим (i) Одиночний розряд – Парний розряд                               | Кріс Еверт 6–3, 6–2                          | Діанне Фромгольтц               | Вірджинія Вейд Біллі Джин Кінг           | Енн Кійомура Керрі Мелвілл Бетті Стеве Мартіна Навратілова                   |
| 3 жовтня  | Toyota Classic Атланта, США Colgate Series $75,000 – Килим (i) Одиночний розряд – Парний розряд                               | Мартіна Навратілова Бетті Стеве 6–4, 6–2     | Брігітт Куйперс Маріс Крюгер    | Вірджинія Вейд Біллі Джин Кінг           | Енн Кійомура Керрі Мелвілл Бетті Стеве Мартіна Навратілова                   |
| 10 жовтня | Thunderbird Classic Фінікс, США Colgate Series $75,000 – Тверде Одиночний розряд – Парний розряд                              | Біллі Джин Кінг 1–6, 6–1, 6–0                | Венді Тернбулл                  | Бетті Стеве Мартіна Навратілова          | Рене Річардс Діанне Фромгольтц Розмарі Касалс Трейсі Остін                   |
| 10 жовтня | Thunderbird Classic Фінікс, США Colgate Series $75,000 – Тверде Одиночний розряд – Парний розряд                              | Біллі Джин Кінг Мартіна Навратілова 6–0, 7–5 | Гелен Гурлей Джоанн Расселл     | Бетті Стеве Мартіна Навратілова          | Рене Річардс Діанне Фромгольтц Розмарі Касалс Трейсі Остін                   |
| 17 жовтня | Colgate Brazil Open Сан-Паулу, Бразилія Colgate Series $75,000 – Тверде Одиночний розряд – Парний розряд                      | Біллі Джин Кінг 6–1, 6–4                     | Бетті Стеве                     | Діанне Фромгольтц Керрі Мелвілл          | Мартіна Навратілова Бетсі Нагелсен Розмарі Касалс Шерон Волш                 |
| 17 жовтня | Colgate Brazil Open Сан-Паулу, Бразилія Colgate Series $75,000 – Тверде Одиночний розряд – Парний розряд                      | Керрі Мелвілл Венді Тернбулл 6–3, 5–7, 6–2   | Мартіна Навратілова Бетті Стеве | Діанне Фромгольтц Керрі Мелвілл          | Мартіна Навратілова Бетсі Нагелсен Розмарі Касалс Шерон Волш                 |
| 24 жовтня | Borniquen Classic Сан-Хуан, Пуерто-Рико Colgate Series $75,000 – Тверде Одиночний розряд – Парний розряд                      | Біллі Джин Кінг 6–1, 6–3                     | Джанет Ньюберрі                 | Джоанн Расселл Бетті Стеве               | Венді Тернбулл Розмарі Касалс Вірджинія Рузіч Террі Голледей                 |
| 24 жовтня | Borniquen Classic Сан-Хуан, Пуерто-Рико Colgate Series $75,000 – Тверде Одиночний розряд – Парний розряд                      | Розмарі Касалс Біллі Джин Кінг 4–6, 6–2, 6–3 | Лінкі Бошофф Ілана Клосс        | Джоанн Расселл Бетті Стеве               | Венді Тернбулл Розмарі Касалс Вірджинія Рузіч Террі Голледей                 |
| 31 жовтня | Colgate Series Championships Палм-Спрінгз, США Colgate Series championships $250,000 – Трава Одиночний розряд – Парний розряд | Кріс Еверт 6–2, 6–2                          | Біллі Джин Кінг                 | Вірджинія Вейд (3rd) Керрі Мелвілл (4th) | Раунд Robin Діанне Фромгольтц Мартіна Навратілова Венді Тернбулл Бетті Стеве |
| 31 жовтня | Colgate Series Championships Палм-Спрінгз, США Colgate Series championships $250,000 – Трава Одиночний розряд – Парний розряд | Франсуаз Дюрр Вірджинія Вейд 6–1, 4–6, 6–4   | Гелен Гурлей Джоанн Расселл     | Вірджинія Вейд (3rd) Керрі Мелвілл (4th) | Раунд Robin Діанне Фромгольтц Мартіна Навратілова Венді Тернбулл Бетті Стеве |

### Листопад
| Тиждень      | Турнір                                                          | Чемпіонки                     | Фіналістки          | Півфіналістки                | Чвертьфіналістки                                        |
| ------------ | --------------------------------------------------------------- | ----------------------------- | ------------------- | ---------------------------- | ------------------------------------------------------- |
| 7 листопада  | Wightman Cup Вільямсбург (Вірджинія), США Тверде (i) Team event | 7–0                           | Велика Британія     |                              |                                                         |
| 21 листопада | Gunze Invitational Tokyo, Японія Турнір поза серіями Тверде (i) | Біллі Джин Кінг 7–5, 5–7, 6–1 | Мартіна Навратілова | Франсуаз Дюрр Розмарі Касалс | Венді Овертон Крістін Шоу Террі Голледей Міммі Вікстедт |

## Рейтинги
Нижче наведено двадцять перших на кінець року (31 грудня 1977) гравчинь у рейтингу WTA в одиночному розряді.
| Одиночний розряд | Одиночний розряд          | Одиночний розряд | Одиночний розряд | Одиночний розряд |
| ---------------- | ------------------------- | ---------------- | ---------------- | ---------------- |
| Ранг             | Тенісистка                | Пункти           | 1976             | Зміна            |
| 1                | Кріс Еверт (USA)          | 17.612           | 1                | =                |
| 2                | Біллі Джин Кінг (USA)     | 12.244           | —                | —                |
| 3                | Мартіна Навратілова (TCH) | 11.881           | 4                | +1               |
| 4                | Вірджинія Вейд (GBR)      | 10.185           | 3                | -1               |
| 5                | Сью Баркер (GBR)          | 9.515            | 10               | +5               |
| 6                | Розмарі Касалс (USA)      | 7.693            | 6                | =                |
| 7                | Бетті Стеве (NED)         | 6.617            | 7                | =                |
| 8                | Діанне Фромгольтц (AUS)   | 6.462            | 5                | -3               |
| 9                | Венді Тернбулл (AUS)      | 6.326            | 30               | +21              |
| 10               | Керрі Мелвілл (AUS)       | 6.061            | 8                | -2               |
| 11               | Міма Яушовець (YUG)       | 5.738            | 11               | =                |
| 12               | Трейсі Остін (USA)        | 5.065            | —                | —                |
| 13               | Грір Стівенс (RSA)        | 4.989            | 17               | +4               |
| 14               | Террі Голледей (USA)      | 4.313            | 13               | -1               |
| 15               | Джоанн Расселл (USA)      | 4.244            | 18               | +3               |
| 16               | Вірджинія Рузіч (ROU)     | 3.951            | 26               | +10              |
| 17               | Крістін Шоу (USA)         | 3.875            | 32               | +15              |
| 18               | Джанет Ньюберрі (USA)     | 3.813            | 28               | +10              |
| 19               | Катя Еббінгаус (FRG)      | 3.759            | —                | —                |
| 20               | Регіна Маршикова (TCH)    | 3.700            | +3               | 23               |